# Anna van Suchtelen
Jkvr. drs. Anna Wanda Augusta van Suchtelen (New York, 26 februari 1961) is een Nederlands beeldend kunstenaar.

## Biografie
Van Suchtelen is lid van de adellijke tak van de familie Van Suchtelen, een dochter van jhr. mr. Jan Peter van Suchtelen (1916-1997) en Machteld van Hattum (1928) en een zus van kunsthistorica Ariane van Suchtelen. Zij trouwde in 1995 met prof. dr. Berent Prakken (1958), hoogleraar aan de Universiteit Utrecht.
Van Suchtelen studeerde Nederlandse taal en letterkunde aan de Universiteit Groningen, werd literair redacteur en studeerde daarna Visual Arts aan de University of California San Diego. Als kunstenaar houdt zij zich bezig met de volgende disciplines: glaskunst, installatiekunst en schilderkunst.
Van Suchtelen publiceerde in 2017 Versailles aan de Schelde. Familiekroniek, onder andere over de geschiedenis van Ellewoutsdijk/Zorgvlied dat toebehoorde aan haar moeders (baggers)familie Van Hattum, en in 2023 Helenka. Pionier tussen wetenschappers en vrijheidsstrijders, over haar grootmoeder Helena Edle von Drezka (1889-1925), scheikundig ingenieur, die in 1916 trouwde met haar grootvader jhr. Eduard Ferdinand van Suchtelen (1889-1976), eveneens scheikundig ingenieur.